# Les Fêtes galantes
Les Fêtes galantes is een Franse filmkomedie uit 1965 onder regie van René Clair.

## Verhaal
In de 18e eeuw moet de maarschalk van Allenberg een belegering ondergaan onder leiding van de prins van Beaulieu. In afwachting van zijn overgave vermaken de belegeringstroepen zich met feestelijkheden.

## Rolverdeling
| Acteur             | Personage                |
| ------------------ | ------------------------ |
| Jean-Pierre Cassel | Jolicœur                 |
| Philippe Avron     | Thomas                   |
| Marie Dubois       | Divine                   |
| Geneviève Casile   | Prinses Hélène           |
| Jean Richard       | Prins van Beaulieu       |
| György Kovács      | Maarschalk van Allenberg |